# Заліська
Залі́ська (рос. Залесская) — присілок у складі Котельницького району Кіровської області, Росія. Входить до складу Покровського сільського поселення.
Населення становить 14 осіб (2010, 19 у 2002).
Національний склад станом на 2002 рік — росіяни 100 %.